# لورينزو سانز
لورينزو سانز مانسيبو (بالإسبانية: Lorenzo Sanz)‏ (19 أبريل 1943 - 21 مارس 2020) ، كان رجل أعمال إسباني في قطاع العقارات، وكان رئيساً لنادي ريال مدريد خلال الفترة من 1995 حتى 2000 وكان مالكًا لنادي ملقا والذي يترأسه حالياً ابنه فرناندو سانز - لاعب في ريال مدريد سابقاً-.
وخلال فترة رئاسته استطاع الفريق العودة لبطولة دوري أبطال أوروبا بعد غياب 32 عاما وذلك عام 1998 عندما فاز الفريق بالنهائي على يوفنتوس الإيطالي بهدف -المدير الرياضي السابق بالفريق- بريدراج مياتوفيتش. وأعاد الفريق الفوز بالبطولة مرة أخرى عام 2000 عندما فاز في أول نهائي يجمع فريقين من نفس الدولة في بطولة دوري أبطال أوروبا وكانت أمام نادي فالنسيا وانتهت لمصلحة الريال بنتيجة 3-0.
ولكن البطولتين الكبيرتين لم تشفع له بالفوز في انتخابات عام 2000 وبأسباب أخرى مالية والتي خسرها أمام فلورنتينو بيريز.

## وفاته
توفي يوم السبت 21 مارس 2020 عن عمر ناهز 76 عاما إثر إصابته بفيروس كورونا المستجد "كوفيد-19".